# 기자조선
기자조선(箕子朝鮮)은 고조선의 한 왕조로 추정했던 국가이다. 고고학이 발달하면서 그 실체에 대한 의심이 꾸준히 제기되어 왔다. 현재 대한민국과 조선민주주의인민공화국 학계는 고고학적 발견이 하나도 없다는 이유로 기자동래설과 기자조선의 존재를 부정한다. 
문헌에만 의존하던 조선시대에는 일반적으로 고조선을 셋으로 구분하였다. 이중 기자가 세웠다는 기자조선은 이 중 두 번째 시기에 해당된다. 명칭은 단군조선과 같은 ‘조선’이지만, 구분을 위해 후조선(後朝鮮) 또는 기씨조선(箕氏朝鮮)이라 부르기도 하였다. 문헌상으로는 기원전 1122년부터 기원전 195년 경까지 존속하였다고 한다.

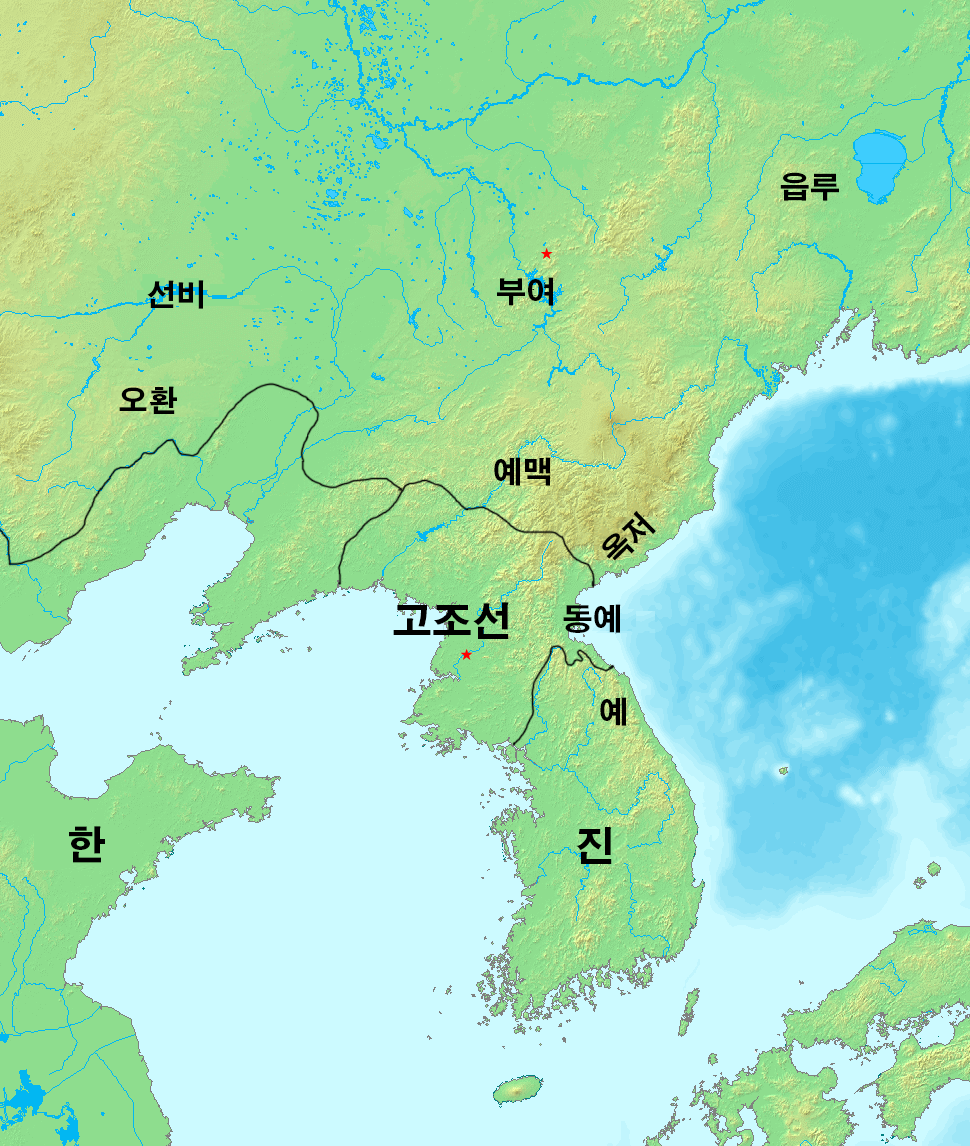
기원전의 한반도

## 개요
근대 역사학이 형성되기 이전에는 고조선의 역사를 단군조선, 기자조선, 위만조선의 3개 시기로 구분하였다. 기자조선은 중국 상나라의 왕족인 기자(箕子)가 조선에 와서 왕이 되었다는 전설에서 시작된다. 기자조선에 대한 기록은 대체로 한나라(기원전 2세기) 이후의 문헌에서 상세해진다.

### 문헌
한나라 이전의 문헌(선진문헌{先秦文獻})에는 기자가 주나라의 지배를 거부하고 은둔하였던 사실만 기록하고 있으며, 그 이후 기자의 삶은 거의 나타나지 않는다.
기자조선이 나타나는 최초의 문헌은 《상서대전(尙書大全)》과 《사기》이다. 《상서대전》은 중국 최초의 역사서로 평가되는 《상서》에 주석과 본문을 추가한 유교 경전으로 한나라 이전의 《상서》에는 나타나지 않는 기자동래설이 추가되어 있다. 《상서대전》에 따르면 기자는 주나라의 지배를 거부하고 조선으로 망명하였다고 하며 주나라 무왕은 이를 듣고 기자를 조선에 봉하였다고 한다. 한편 《사기》 〈송미자세가〉에도 기자가 조선의 군주가 되었다고 기록되어 있는데 《상서대전》과 반대로 무왕이 기자를 조선에 봉하여 기자가 조선에 가서 나라를 일으켰다고 한다. 이러한 두 문헌의 차이는 이후 기자가 스스로의 힘으로 조선을 세웠는지, 아니면 주나라의 제후국으로 조선을 세웠는지를 놓고 논쟁이 벌어지는 원인이 되었다. 이후 《위략(魏略)》, 《한서》, 《삼국지》 등에서 기자동래설을 계속 기록하는 한편 기자 이후의 고조선 역사에 대해서도 기자와 연관시켜 부왕과 준왕은 기자의 40여세손 기부(箕否), 기준(箕準)으로 기록되었다.
이러한 기자동래설에 대한 기본 문헌들이 등장한 이후부터 기자동래설의 사실 여부와 관계없이 기자를 조선의 군주로 숭상하는 경향이 많아졌다. 삼국시대에도 고구려가 기자에게 제사를 지냈다고 하며 신라의 최치원도 기자동래설을 긍정하였다. 고려시대에는 유교가 통치 이념으로 점차 굳어져 가면서 한국 유교문화의 시원적 존재로 기자에 대한 숭배가 강화되었다. 그 결과 1102년에는 평양에 기자사당이 세워져 국가의 제사를 받았으며 기자의 묘까지 만들어졌다. 이후 조선 초기에는 단군과 기자가 나란히 국조로 숭상되었으며 《동국사략》에서 단군조선·기자조선·위만조선의 삼조선으로 이어지는 체계를 정립하면서 기자조선이라는 왕조가 확고하게 자리잡았다. 성리학이 발달하면서 사림에 의해 기자 존숭 의식은 더욱 발전하였고, 이이의 《기자실기(箕子實記)》와 같은 기자에 대한 전기적 서적이 편찬되었다. 조선 후기에는 이종휘의 《기자세가》, 정인기의 《기자지》 등에서 역대 왕의 명칭과 재위 연도 등 구체적인 내용이 등장하기도 한다.

### 기록
기자는 원래 상나라의 왕족으로 상나라가 주 무왕에 의해 멸망하자 조선의 왕이 되었다고 한다. 상나라 멸망 후 기자가 주나라에 복종하기를 거부하고 조선으로 망명하자 주 무왕이 기자를 조선에 봉했다는 기록이 있고, 반대로 주 무왕이 기자를 조선에 봉해서 기자가 조선으로 와서 왕이 되었다는 상반된 기록이 함께 존재한다.
기자가 조선의 왕이 된 것은 기묘년(기원전 1122년)의 일로 전해진다. 기자는 5천여 명의 무리와 함께 조선으로 와서 조선의 백성들에게 문명을 가르쳤다고 한다. 한국의 기록 《삼국유사》에는 기자가 건너오자 원래 조선의 군주였던 단군이 기자를 피해 장당경으로 옮겨 갔다고 나타난다. 기자는 평양에 도읍을 두고 8조의 법금을 베풀어 나라를 다스렸다. 또한 정전제(井田制)를 실시하고 농사짓는 법과 누에치는 법을 가르쳐 백성들이 기뻐했다고 한다.
기자 이후 기원전 323년에 연나라와 외교적 마찰을 빚을 때까지 기자조선의 역사는 전혀 알려져 있지 않다. 기원전 300년경에는 연나라의 진개(秦開)에게 서쪽의 영토 2000여 리를 빼앗겨 세력이 크게 약화되었다고 하며 기원전 221년에 진시황이 중국을 통일한 뒤 기원전 214년에 몽염(蒙恬)이 만리장성을 쌓자 당시 기자조선의 왕이었던 부(否)는 진나라를 두려워하여 복속하였다고 한다. 부는 기자의 40여세손이라고 전해진다. 부는 얼마 지나지 않아 죽고 아들 준(準)이 즉위하였다. 준은 기원전 194년에 한나라에서 망명해 온 위만에게 왕위를 찬탈당하였고, 이로써 기자조선은 멸망하였다.

## 시대에 따른 관점
기자조선에 대한 관점은 각 시대에 따라 다음과 같이 변화하였다.

### 고려시대
고려 시대에 들어 기자에 대한 내용이 《삼국유사》에 소개되었다. 《삼국유사》에 따르면 주나라에서 기자를 '조선'에 봉하였다고 전한다. 이승휴의 《제왕운기》에는 단군조선-기자조선-위만조선의 계승의식이 체계화되었다.

### 조선시대
조선 시대에는 기자를 상나라와 주나라의 태사로서, 기자조선은 두 나라의 스승의 나라로서 인식하였다. 단군과 더불어 기자에 매년 제를 지냈으며, 행적을 칭송하는 가묘를 세우기도 했다. 세조 때에 편찬된 《동국통감》, 영조 때에 편찬된 《동국문헌비고》 등 거의 모든 사서에는 기자조선의 내용이 기록되었다. 여러 학자들은 기자조선에 대한 기록을 모아 책으로 저술하였고, 만주 중심의 사관을 가졌던 안정복은 기자조선의 존재를 인정하기도 하였다.
조선 초기 정도전은 《조선경국전》에서 단군조선-기자조선-위만조선의 국호 사용을 제시하였다. 이후 출간된 《동국사략》, 《삼국사절요》에도 동일한 체계를 사용하였다. 16세기 이후로 등장한 사림파의 영향으로 17세기에는 중국의 하.은.주 3대의 역사를 강조하면서 이와 연관된 기자조선-마한-신라의 계승만을 주장하기도 하였으나, 대체로 단군-부여-고구려-백제의 북방계와 기자-마한-신라의 남방계의 두 주류 모두를 인정하는 것이 대부분의 의견이었다. 조선 후기 안정복은 한국의 역사를 단군조선-기자조선-위만조선-삼한으로 정리하여, 조선 초기의 체계를 따랐다. 대한제국 이후의 계몽기 사서들은 단군-기자-마한-삼국-통일신라-고려의 계승을 수록하였다.

#### 기자의 행적에 대한 논란
조선시대의 논란은 주로 사서 내용의 불일치에 대한 것이었다. 주의 무왕을 피해 조선에 자리잡은 기자는 주나라에 돌아가지 않았다는 의견이 제시되기도 하였다. (장유, 홍직필 등)

### 일제강점기
중국의 사서인 《상서대전》, 《사기》, 《한서》 등의 내용을 근거로 기자가 이끄는 상나라 유민들이 조선 땅에서 나라를 세웠다는 '기자동래설'이 부정되었다. 기자조선의 존재를 부정하거나 한민족과 관련이 없다는 주장은 일제강점기 일본 학자들(시라토리, 이마니시 등)에 의해 시작되었으며, 삼국시대 이전의 역사를 말살하기 위한 의도였다고 추측되기도 한다. 일본의 학자들은 기자동래설은 후대에 꾸며낸 허구이며 실제로 존재했더라도 중국에서 기원했으므로 중국인이 세운 나라로 조선과는 관계없음을 주장하였다.

### 광복 이후
광복 이후로는 기자조선에 대한 여러 의견이 제시되었다. 대한민국에서는 1964년 교과서에서 기자조선을 삭제하기로 결정하였다. 1974년에는 교과서 개편을 앞두고 고조선에 대한 논쟁에서 기자조선의 실재성이 논의되었고, 교과서에 기자조선이 각주로 언급되었다. 1990년부터 발행되는 역사교과서에서도 각주로 언급되었으나, 2010년 현재 대한민국의 역사교과서에서는 기자조선이 언급되지 않는다.
현재 기자조선의 존재는 학계에서 대체적으로 인정받지 못하고 있다. 최근에는 발굴된 유적을 근거로 상나라의 후예가 동쪽으로 이동하여 발해 근방에 정착했고, 고조선에 영향을 주었을 가능성에 대한 주장이 제기되었다. 북한 학계에서는 기자조선을 날조된 역사로 여겨 인정하지 않는다.

## 기자조선에 대한 현재의 관점
고려와 조선의 유학자와 성리학자들은 기자가 동래하여 조선을 세운 것을 근거로 중국을 부모국이라 부르기도 했다. 뒤에 기자조선에 대한 악평이 내려지는 것은 이 때문이다. 현재 제시되어 있는 기자조선에 대한 여러 관점들은 다음과 같다.

### 긍정론
몇몇 고려와 조선의 유학자와 성리학자들은 기자가 동래하여 조선을 건국했다고 생각하였다. 그러나 기자가 오기 이전에도 토착계 조선은 존재했었다. 문헌의 내용을 그대로 받아들이지는 않으나, 기자가 이끄는 상나라 유민들이 조선 땅에서 나라를 세웠다는 기록이 실제에 바탕을 두었을 가능성이 있다는 주장이다. 기자조선이 고조선을 계승했는지의 여부, 한반도와 만주에 위치하였는지의 여부, 그 세력의 크기에는 각기 다른 주장이 있다.

#### 관련 유적
발해만에서 발견되었다고 하는 기후방정에 나타난 기후(㠱侯)를 한자가 다른 기자(箕子)로 해석하였다. 이에 대하여 명문의 해석을 잘못한 것이라는 반론이 있다.

#### 신채호의 주장
신채호는 《조선상고사》에서 기원전 323년 경에 불조선(番韓)의 임금이 기자의 후손이 된 후에 자칭 왕이라 칭한 번조선을 기자조선이라 불렀다고 주장하였다.

### 부정론
기자가 고조선에 망명하여 기자조선을 건국하였다는 이야기는 만들어낸 전설이라는 주장이다. 주장 및 근거는 다음과 같다.

#### 유적의 부재
1102년(숙종 7년)에 고려의 왕이 평양에서 기자의 무덤을 찾아내고 기자묘와 사당을 세워 제사를 지내도록 했다. 그 외에도 정전(井田)과 같은 기자와 관련된 유적이 전해져 내려오는데 실제 고고학 조사 결과 이들 유적은 모두 고려·조선시대에 만들어진 것으로 기자와 아무런 관련이 없다는 사실이 밝혀졌다. 《세종실록》〈지리지〉에는 준왕의 무덤이라고 전해지는 익산의 무강왕릉이 나타나는데, 이 무덤은 실제 발굴 결과 백제의 무덤 양식으로 만들어진 것임이 확인되기도 하였다. 하지만 정확히 연구가 이루어지지 않았다.
또한 황하 유역과 요하 동쪽 지방의 신석기·청동기 문화가 매우 큰 차이를 보인다는 점도 주요한 논점이다. 중국의 청동기와 랴오닝성 및 한반도의 청동기는 양식이 전혀 다르며 성분 또한 크게 다르다. 기자가 상나라의 왕족으로 조선의 왕이 되었다면 상나라와 관계가 있는 청동 유물 등이 나타나야 하나 실제 고고학 발굴 결과는 두 지역 사이에 문화가 크게 다르다는 것이 확인되었다. 또한 기후라고 새겨진 청동기는 고조선의 초기 중심지로 추정되는 요서가 아닌 산둥성을 위주로 다른 주변국과 부족의 명칭이 새겨진 청동기와 섞여서 출토되기 때문에, 이는 출토된 지역에 국가를 형성했다기 보다는 교역이나 이주 등으로 인해 우연히 '기후'명 청동기가 입수되었을 가능성에 더 가깝다고 할 수 있다.
또한 긍정론의 근거로 거론되는 기후방정이 발견된 북동유적은 저장구덩이에 유물만 매납한 것이며 주변에 주거지나 무덤이 발견 되지 않아 상나라 유민이 이주하여 정착했다고 볼만한 흔적은 발견되지 않고 있다. 무엇보다 요서지역 상‧주 청동기 매납유적은 토착세력과는 별도로 매장된 한정된 지역의 문화라는 점에서 기자조선의 실존을 증명하기는 어렵다.

#### 문헌상의 문제점
기자조선과 관련된 문헌 사료를 살펴보면 선진문헌과 한대 이후의 문헌에서 큰 차이가 나타난다. 선진문헌인 《논어》, 《상서》, 《죽서기년》 등에는 기자에 대한 기록이 나타나고 있으나 기자가 조선으로 갔다거나 조선에 봉해졌다는 내용은 없다. 그러나 한나라 이후의 기록에서부터 기자가 조선에 봉해졌다는 내용이 등장한다. 또한 기자가 주 무왕에게 홍범구주(洪範九疇)를 전한 기록과 기자조선의 기록은 서로 모순된다는 점도 지적된다. 홍범구주는 주 무왕이 은둔하였던 기자를 찾아가서 얻은 것으로, 기자가 조선에 있었다면 홍범구주의 전래가 불가능하다.
한편 이마니시 류는 《사기집해》에서 기자의 무덤이 량국 몽현(蒙懸; 현재 하남성 상구현)에 있다고 하였으므로, 평양의 유적은 위작된 것으로 볼 수밖에 없다고 하였다. 정인보는 기자의 기(箕) 자는 임검의 검(儉) 자가 시대가 흐름에 따라서 발음이 변한 것이며, 검(儉)과 기(箕)는 모두 높다(高) 혹은 윗사람(上)의 뜻이라고 하였다. 즉, 고구려 환도성에 있던 기산(箕山)이란 일명 기구(箕丘)라고도 하였는데 이것은 "검재"를 한역(漢譯)한 것이라 하였다. 그러나 이러한 것이 떠돌이 중국인들이 고조선 고구려 백제 등으로 이민하여 들어오면서 그들에 의하여 날조되었고 사대사상이 강한 중세 조선에 이르러 사실인 것처럼 묘사되었다고 주장하고 있다. 또한 고려사 지리지 황주목 곡주 협계현조를 예로 들어 신라 경덕왕이 협계현을 단계(檀溪, 단군골)라 고친 것은 이 곳에 기산(箕山), 즉 "검재"가 있기 때문이라고 하였다.

#### 정황상의 근거
상나라가 멸망하고 주나라가 세워지던 시기의 중국은 그 세력이 황하 유역에 불과하였으며 기자가 조선까지 이동하려면 먼 거리와 다른 이민족들의 영역을 거쳐야 한다는 점이 지적된다. 또한 당시 조선에는 단군조선으로 알려져 있는 토착세력이 존재하고 있었으므로(비단 단군조선이 아니었을지라도 조선이라 불렸던 어떠한 집단이 존재했던 것은 확실하다.) 망명자에 불과한 기자가 조선의 왕이 되는 것은 어렵다는 점도 부정론의 근거로 제시된다.
조선민주주의인민공화국에서 발행한 《고조선력사개관》에서는 기원전 12 ~ 11세기에는 고조선이 대릉하, 요하의 상류 지역까지 거의 대부분 차지하고 있었으므로 기자가 스스로 와서 왕이 될 수 없었으며, 중국 사학자들은 예부터 주변 이민족의 시조를 모두 중국의 고대 성현으로 기록하는 중국 특유의 중화의식을 지적하였다.

#### 기자 칭호설
기자는 단지 우리말로 군장(=왕)을 뜻하는 kVsV계 어형의 한자 차음표기에 불과할 개연성도 있다. 고구려말로는 왕을 '개차(皆次)'라 표기했고, 백제는 '건길지(健吉支)'라 했으며, 신라는 '거서(居西)'라 했던 것으로 전하는데 이는 모두 같은 어형의 표기라는 주장이다. 《삼국지》는 삼한 각국의 왕을 '거수(渠帥)'라고 부르고 일본에서는 군왕(君王)을 '고니키시'라 한다고 했다. '고니+시키'는 백제어 '건+길지'에 대응하는 어형으로서, 키시는 길지, 거서, 거수 등과 마찬가지로 수장(=왕)을 뜻하는 동이어다. 부리아드 몽골 학자들은 '箕子'를 '게세르칸'이라 읽는다고 한다. 즉 '기자'는 신라의 '거서간'과 마찬가지로 '간'들의 군장 곧 '왕들의 왕'을 뜻하는 동이어 '기시 → 거수'의 한자 표기로서, 상의 현인으로 전하는 '기자'와는 전혀 무관한 존재라는 것이다. 따라서 단군신화에서 기자를 상(商)의 현인이라고 한 부분을 들어내면, 기원전 11세기 경 지배자의 칭호가 '단군'에서 '기자'로 바뀐 의미이다. 중국에서 기원전 11세기에 회하족이 세운 주(周)가 상(商)을 축출하는 대격변이 일어났고, 대릉하, 요하 유역의 맥족과 예족이 문화적 여파를 맞아 단군(檀君)에서 기자(箕子)로의 정권 교체가 자연스럽게 일어났다. 이시기에 일부 예족이 동쪽으로 옮겨가 부여(夫餘)를 세워 독립했음을 고려하면 상(商)의 문화적 이동이 완전히 없다고는 할 수 없지만, 통치자의 칭호와 상의 멸망이 이러한 흐름에서 동시에 일어나 발생한 착각이라 생각된다.

#### 기타 주장
춘추좌씨전에서는 기국이 주나라 초기의 제후국으로 기록되어 있고 기(箕)자가 새겨진 은·주 시대의 청동기가 중국 각지에서 출토되어, 기국은 중국에 있었다는 주장이 있다. 한편 윤내현은 ‘기자가 조선으로 망명하자 무왕이 기자를 조선에 봉했다’는 기록은 기자가 지배를 거부하고 조선으로 도망친 것을 배반으로 다루지 않고 기자의 조선 거주를 공식적으로 인정하는 중국식 표현이라 주장하였다.
- 이병도는, 기자조선을 부정하고 왕부의 잠부론을 인용하여 한씨조선설(韓氏朝鮮說)을 주장하였다.
- 천관우는, 기자가 이끄는 집단이 고조선과 주나라의 접경지대인 요서 지역에 정착하여 청동기 문화를 발전시켰고, 연나라의 확장에 밀려 요동을 거쳐 대동강 유역까지 이동했다고 주장하였다.
- 서영수 (1949년)는, 기자 일족이 대릉하 유역에 거주하다가 춘추 말기 이전에 소멸되었으나, 고조선을 대체했다고는 할 수 없다고 주장하였다.
- 윤내현은, 기자조선이 주나라의 동북 지방인 하북성 연산, 난하의 주변에 자리잡아 고조선과 병존했다고 주장하였다.
- 이기백은, 기자조선은 요서 지방에 있었으며, 춘추시대 말기에 소멸되었다고 주장하였다.
- 송호정은, 요서 지방에서 발굴된 청동 그릇은 상나라 유민들이 요서 지방에 살았다는 것만을 의미한다고 주장하였다.
- 이상시는, 기자는 한족(漢族)이 아닌 동이족(桓族)이라고 주장하였다.

## 역대 왕 목록[25]
| 대수 | 명칭       | 이름                   | 비고                                        |
| ---- | ---------- | ---------------------- | ------------------------------------------- |
| 1    | 기자왕     | 수유(須臾), 서여(胥餘) | 은나라의 왕족 실존여부가 불분명             |
|      |            |                        |                                             |
| ?    | ? (조선후) | ?                      | 기자의 후손. 왕명은 미상이나 기록이 전해짐. |
|      |            |                        |                                             |
| ?    | 부왕       | 부(否)                 | 기자의 40세손                               |
| 말대 | 준왕       | 준(準)                 | 기자의 41세손. 부왕의 아들.                 |

아래 계보는 18세기 이후에 등장하여 의문이 제기되었으며, (#일제강점기, #광복 이후 참조) 《기자지(1879)》, 《태원선우씨세보(1932)》,《청주한씨중앙종친회》 등에 기자조선의 각 왕의 명칭과 치세 기간이 기록되어 있는데, 세대 수는 같으나 그 명칭과 역년은 문헌마다 약간의 차이가 있다.
| 대수 | 명칭                            | 이름                   | 대수 | 명칭                            | 이름           |
| ---- | ------------------------------- | ---------------------- | ---- | ------------------------------- | -------------- |
| 1    | 태조문성왕 (太祖文聖王)         | 수유(須臾), 서여(胥餘) | 22   | 수도왕(修道王)                  | 양(襄)         |
| 2    | 장혜왕(莊惠王)                  | 송(松)                 | 23   | 휘양왕(徽襄王)                  | 통(通)         |
| 3    | 경효왕(敬孝王)                  | 순(洵)                 | 24   | 봉일왕(奉日王)                  | 참(參)         |
| 4    | 공정왕(恭貞王)                  | 백(伯)                 | 25   | 창덕왕 (昌德王, 덕창왕(德昌王)) | 근(僅)         |
| 5    | 문무왕(文武王)                  | 춘(椿)                 | 26   | 수성왕(壽聖王)                  | 상(翔)         |
| 6    | 태원왕(太原王)                  | 예(禮)                 | 27   | 영걸왕(英傑王)                  | 려(藜)         |
| 7    | 경창왕(景昌王)                  | 장(莊)                 | 28   | 일민왕(逸民王)                  | 강(岡)         |
| 8    | 흥평왕(興平王)                  | 착(捉)                 | 29   | 제세왕(濟世王)                  | 혼(混)         |
| 9    | 철위왕(哲威王)                  | 조(調)                 | 30   | 청국왕(淸國王)                  | 벽(壁)         |
| 10   | 선혜왕(宣惠王)                  | 색(索)                 | 31   | 도국왕(導國王)                  | 징(澄)         |
| 11   | 의양왕(誼襄王)                  | 사(師)                 | 32   | 혁성왕(赫聖王)                  | 즐(騭)         |
| 12   | 문혜왕(文惠王)                  | 염(炎)                 | 33   | 화라왕(和羅王)                  | 위(謂)         |
| 13   | 위덕왕 (威德王, 성덕왕(盛德王)) | 월(越)                 | 34   | 설문왕(說文王)                  | 하(賀)         |
| 14   | 도회왕(悼懷王)                  | 직(職)                 | 35   | 경순왕(慶順王)                  | 췌(萃)         |
| 15   | 문열왕(文烈王)                  | 우(優)                 | 36   | 가덕왕(嘉德王)                  | 후(詡)         |
| 16   | 창국왕(昌國王)                  | 목(睦)                 | 37   | 삼로왕(三老王)                  | 오(𤉇, 火+吳)  |
| 17   | 무성왕(武成王)                  | 평(平)                 | 38   | 현문왕(顯文王)                  | 석(釋)         |
| 18   | 정경왕(貞敬王)                  | 궐(闕)                 | 39   | 장평왕(章平王)                  | 윤(潤)         |
| 19   | 낙성왕(樂成王)                  | 회(懷)                 | 40   | 종통왕(宗統王)                  | 비(丕), 부(否) |
| 20   | 효종왕(孝宗王)                  | 존(存)                 | 41   | 애왕(哀王)                      | 준(準)         |
| 21   | 천로왕(天老王)                  | 효(孝)                 |      |                                 |                |

## 같이 보기
- 상나라
- 단군조선
- 고조선
- 위만조선
- 기자
- 마한
- 행주 기씨
- 이천 서씨

## 참고 문헌 및 링크

#### 사전류
- '기자조선', 《한국민족문화대백과》
- '기자동래설', 《한국민족문화대백과》
- '기전론'[깨진 링크(과거 내용 찾기)], 《한국민족문화대백과》

#### 조선시대 이전 자료
- 김부식, 《삼국사기》
- 정인지, 《고려사》
- 《조선왕조실록》
- 윤두수, 《기자지(箕子志)》, 1580년, 3권 1책
  - 정인기, 《기자지(箕子志)》, 1879년, 5권 1책
- 이이, 《기자실기(箕子實記)》, 1580년
- 허목, 《기자세가(箕子世家)》, 17 ~ 18세기
- 서명응, 《기자외기》, 18세기 말
- 이종휘, 《기자세가》, 1805년
- 오명제, 《조선세기》, 명나라

#### 연구 서적 및 논문
- 신채호, 《조선상고사》, 종로서원, 1948
- 천관우, 《箕子攷》, 연세대학교 동방학지 15집, 1974
- 이상시, 《檀君實史에 관한 文獻考證》, 고려원, 1990
- 박광용, 〈단군인식의 역사적 변천 - 조선시대 -〉, 《단군; 그 이해와 자료》, 종교문제연구소, 서울대학교 출판부, 1994
- 허종호, 《고조선력사개관》, 사회과학출판사 남- 도서출판 중심 펴냄, 2001

#### 기타 자료
- 김광, 《대동사강(大東史綱)》, 대동사강사, 1929
- 선우덕(鮮于悳), 《태원선우씨세보(太原鮮于氏世譜)》, 태원선우씨세보소, 1932